# .lr
.lr ist die länderspezifische Top-Level-Domain (ccTLD) von Liberia. Sie wurde am 9. April 1997 eingeführt und wird vom Unternehmen Data Technology Solutions, Inc. mit Sitz in der Hauptstadt Monrovia verwaltet.